# Ouchamps
Ouchamps är en kommun i departementet Loir-et-Cher i regionen Centre-Val de Loire i de centrala delarna av Frankrike. Kommunen ligger i kantonen Contres som tillhör arrondissementet Blois. År 2018 hade Ouchamps 733 invånare.

## Befolkningsutveckling
Antalet invånare i kommunen Ouchamps
| Referens: INSEE |